# Charles M. Sternberg

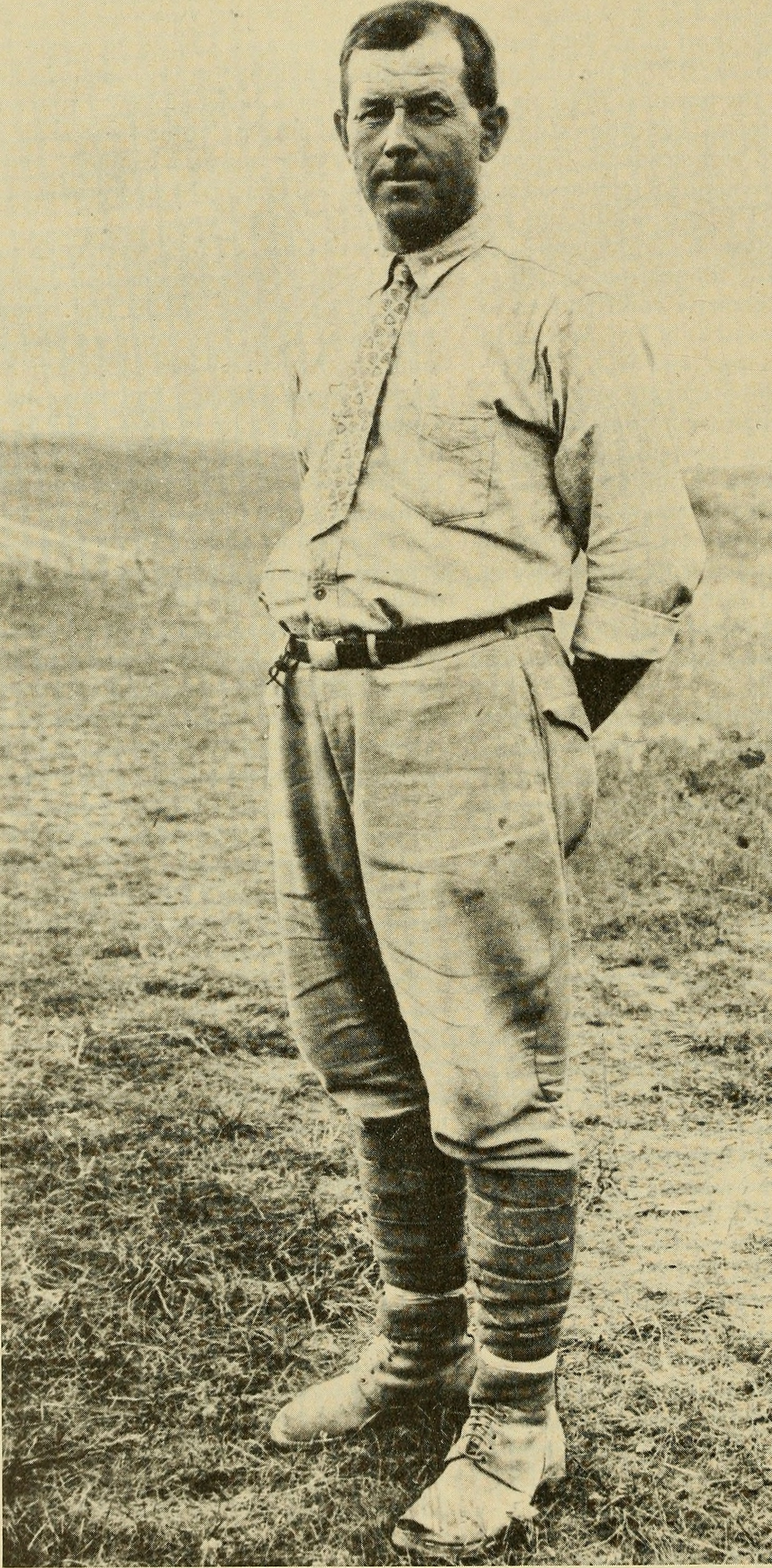
Charles M. Sternberg (1928)

Charles Mortram Sternberg (* 18. September 1885 in Lawrence, Kansas; † 8. September 1981 in Ottawa) war ein kanadischer Paläontologe (Dinosaurier).
Er war der Sohn von Charles H. Sternberg (1850–1943), der für Edward Drinker Cope ausgrub und 1912 bis 1917 in Alberta Dinosaurier für den Geological Survey of Canada ausgrub, insbesondere in der Drumheller-Region. Der in den USA geborene Charles Sternberg ging mit seinem Vater und seinen beiden Brüdern George F. Sternberg (1883–1969) und Levi Sternberg (1894–1976), die ebenfalls Dinosaurier-Ausgrabungen machten, 1912 nach Kanada. Sie waren an der Gründung des Calgary Zoo beteiligt. Charles M. Sternberg wurde 1919 als Nachfolger von Lawrence M. Lambe Leiter der Paläontologie beim Geological Survey of Canada. Seine erste Veröffentlichung (über Panoplosaurus, den schon Lambe untersuchte) erschien 1921 mit seinem Vater. 1948 wurde er Kurator (nominell Assistant Biologist) für Wirbeltier-Paläontologie am National Museum of Canada. 1950 ging er in den Ruhestand, veröffentlichte aber noch bis 1970. Er war 1955 an der Gründung des Dinosaur Provincial Park in Alberta beteiligt.
Er war der Erstbeschreiber von Edmontonia (1928), Stenonychosaurus (1932), Parksosaurus (1937), Pachyrhinosaurus (1950), Montanoceratops (1951) und Brachylophosaurus (1953). Außerdem entdeckte er frühes Fundmaterial von Daspletosaurus und Chirostenotes (den er Macrophalangia nannte).
1949 wurde er Fellow der Royal Society of Canada. Er war Ehrendoktor der University of Calgary und der Carleton University in Ottawa.
Sternberg war seit 1911 mit Myrtle Agnes Martin verheiratet. Ais der Ehe gingen drei Söhne hervor, Raymond McKee Sternberg (1912–1992), Stanley Morris Sternberg (1920–2007) und Dr. Glenn Marvin Sternberg (1925–2015). 